# Botswanai pula
A pula (setswanául: eső) Botswana hivatalos pénzneme 1976 óta.

## Érmék

### 2014-es sorozat
2014. február 27-én új érmesorozatot bocsátottak ki.
| Kép | Névérték | Műszaki paraméterek | Leírás | Leírás                                           | Leírás          | Dátumok    | Dátumok           |
| Kép | Névérték | Átmérő              | Perem  | Előlap                                           | Hátlap          | Első veret | Kibocsátás        |
| --- | -------- | ------------------- | ------ | ------------------------------------------------ | --------------- | ---------- | ----------------- |
|     | 5 thebe  | 18 mm               | sima   | Szarvascsőrűmadár-félék családjába tartozó madár | Botswana címere | 2013       | 2014. február 27. |
|     | 10 thebe | 20 mm               | recés  | nyársas antilop                                  | Botswana címere | 2013       | 2014. február 27. |
|     | 25 thebe | 22 mm               | sima   | brahman bika                                     | Botswana címere | 2013       | 2014. február 27. |
|     | 50 thebe | 24 mm               | recés  | lármás rétisas                                   | Botswana címere | 2013       | 2014. február 27. |
|     | 1 pula   | 26 mm               | sima   | zebra                                            | Botswana címere | 2013       | 2014. február 27. |
|     | 2 pula   | 27 mm               | recés  | orrszarvú                                        | Botswana címere | 2013       | 2014. február 27. |
|     | 5 pula   | 28 mm               | recés  | mophane fán mászó Gonimbrasia belina hernyó      | Botswana címere | 2013       | 2014. február 27. |

## Bankjegyek

### 2009-es sorozat
2009. augusztus 24-én új bankjegysorozatot bocsátottak ki. 2018. február 1-je óta a 10 pulás bankjegy polimer alapanyagú.
| Kép      | Kép      | Névérték | Méret | Szín   | Leírás                                        | Leírás                | Dátumok   | Dátumok             | Dátumok     |
| Előoldal | Hátoldal | Névérték | Méret | Szín   | Előoldal                                      | Hátoldal              | nyomtatás | kibocsátás          | visszavonás |
| -------- | -------- | -------- | ----- | ------ | --------------------------------------------- | --------------------- | --------- | ------------------- | ----------- |
|          |          | 10 pula  | ?     | zöld   | Ian Khama elnök                               | Népgyűlés épülete     | 2009      | 2009. augusztus 24. | forgalomban |
|          |          | 10 pula  | ?     | zöld   | Mokgweetsi Masisi                             | Népgyűlés épülete     | 2020      | 2020                | forgalomban |
|          |          | 20 pula  | ?     | vörös  | Dr. K. T. Motsete, a nemzeti himnusz szerzője | bánya                 | 2009      | 2009. augusztus 24. | forgalomban |
|          |          | 50 pula  | ?     | barna  | Sir Seretse Khama                             | Okavango-delta        | 2009      | 2009. augusztus 24. | forgalomban |
|          |          | 100 pula | ?     | kék    | 3 törzsfőnök                                  | gyémántot vizsgáló nő | 2009      | 2009. augusztus 24. | forgalomban |
|          |          | 200 pula | ?     | ibolya | tanítónő és gyerekek                          | zebrák                | 2009      | 2009. augusztus 24. | forgalomban |